# Fináczy György
Fináczy György (Budapest, 1942. május 25. –) magyar vitorlázó, olimpikon, sokszoros magyar bajnok, a csopaki Kereked Vitorlás Klub örökös tiszteletbeli elnöke. Apja Fináczy Ernő, anyja Deseő Mária.

## Pályafutása
Fináczy György versenyzőként finn osztályban részt vett az 1964-es tokiói és az 1972-es müncheni olimpián. Az 1968-as mexikói olimpiára politikai okokból nem küldték ki, pedig ebben az időben biztos érem esélyesként tartották számon. 1970-ben a dublini Európa-bajnokságon a spanyol Gerardo Seeligert, aki kiesett a hajójából, Fináczy a saját biztonságát kockáztatva mentette ki. Ezért nemzetközi Fair Play-díjat kapott. Mivel a spanyol Seeliger a trónörökös később király Juan Carlos (János Károly) személyes barátja és korábbi iskolatársa volt, Fináczy Györgyöt 1970 karácsonyán Spanyolországban Juan Carlos a spanyol flotta "tiszteletbeli kapitánya" kitüntetésben részesítette.[forrás?] 1971-ben a finn osztályban Európa-bajnoki bronzérmes.
Csapatkapitányként, mint edző később részt vett a 2000-es sydney-i és a 2004-es athéni olimpián. Versenyzett a finn, a 470, a Soling, a Sudár Regatta, a 8OM Onde Design és az 50-es cirkáló hajóosztályokban, és mindegyik osztályban volt (sokszoros) magyar bajnok.
A budapesti József Attila gimnáziumban osztálytársa volt az utolsó, érettségiző évben a Budapesti Piarista Gimnáziumból átiratkozó Frenreisz István, a későbbi Bujtor István színművész. Barátságuk egészen István haláláig tartott.[forrás?] Budapesti Műszaki Egyetemen végzett, okleveles gépészmérnök. Előbb sportállásban volt, később sikeres vállalkozó lett, az 1980-as évek elejétől kezdve a családi kötőipari vállalkozást irányította.[forrás?]

## Díjai, elismerései
- 1959 O jolle ifi: 1 (magyar bajnok)
- 1959 O jolle: 1 (magyar bajnok)
- 1960: Finn ifi: 1 (magyar bajnok)
- 1961: Finn ifi: 1 (magyar bajnok)
- 1961: Finn: 3 (magyar bajnoki bronzérmes)
- 1962: Finn:2 (magyar bajnoki ezüstérmes)
- 1963: Finn:1 (magyar bajnok)
- 1965: Finn:1 (magyar bajnok)
- 1966: Finn:2 (magyar bajnoki ezüstérmes)
- 1967: Finn:1 (magyar bajnok)
- 1968: Finn:1 (magyar bajnok)
- 1969: Finn:1 (magyar bajnok)
- 1970: Finn:3 (magyar bajnoki ezüstérem)
- Az év magyar vitorlázója (1970)
- nemzetközi Fair Play-díj (1970)
- 1973: Finn: 2 (magyar bajnoki ezüstérmes)
- 1975: 470-es: 2 (magyar bajnoki ezüstérmes) (Fináczy György - Ambrózy György)
- 1977: 470-es: 1 (magyar bajnok) (Fináczy György - Ambrózy György)
- 1978: 470-es: 2 (magyar bajnoki ezüstérmes) (Fináczy György - Ambrózy György)
- 1980: Soling: 2 (magyar bajnoki ezüstérmes) (Fináczy György - Toronyi András - Izsák Tibor)
- 1981: Soling: 1 (magyar bajnok) (Fináczy György - Toronyi András - Izsák Tibor)
- 1982: Soling: 1 (magyar bajnok) (Fináczy György - Toronyi András - Izsák Tibor)
- 1983: Soling: 2 (magyar bajnoki ezüstérmes) (Fináczy György - Toronyi András - Izsák Tibor)
- 1984: Soling: 1 (magyar bajnok) (Fináczy György - Toronyi András - Izsák Tibor)
- 1986: Soling: 1 (magyar bajnok) (Fináczy György - Toronyi András - Izsák Tibor)
- 1987: Soling: 2 (magyar bajnoki ezüstérmes) (Fináczy György - Toronyi András - Izsák Tibor)
- 1988: Soling: 2 (magyar bajnoki ezüstérmes) (Fináczy György - Toronyi András - Izsák Tibor)
- 1992: Sudár: 3 (magyar bajnoki bronzérmes) (Parti Szél, Fináczy György - Toronyi András - Szendrey Gábor)
- 1993: Sudár Regatta: 1 (magyar bajnok) (Parti Szél, Fináczy György - Toronyi András - Szendrey Gábor)
- 1994: Sudár Regatta: 1 (magyar bajnok) (Parti Szél, Fináczy György - Toronyi András - Szendrey Gábor)
- 1995: Sudár Regatta: 3 (magyar bajnoki bronzérmes) (Parti Szél, Fináczy György - Toronyi András - Szendrey Gábor)
- 1996: Sudár Regatta: 1 (magyar bajnok) (Parti Szél, Fináczy György - Toronyi András - Szendrey Gábor)
- 1997: 8mOD (flottabajnokság): 1. Déli Szél, Fináczy György - Fináczy Péter - Helmuth Hiess - Gömbös Lóránt - Kállay István - Toronyi Bence
- 1998: 8mOD: 1 (magyar bajnok) Déli Szél, Fináczy György - Toronyi András - Kállay István - Galántha György
- 1999: 8mOD: 1 (magyar bajnok) Déli Szél, Fináczy György - Toronyi András - Fináczy Pál - Szendrey Gábor - Kállay István
- 2000: Kék Szalag (PsiNet Fehér Szalag): abszolút 8. helyezett (8mOD: 1. helyezett) Déli Szél, Fináczy György - Verebély Tibor - Lőrincz Norbert - Toronyi András - Kállay István
- 2000: 8mOD: 1 (magyar bajnok) Déli Szél, Fináczy György - Toronyi András - Lőrincz Norbert - Kállay István - Fináczy Pál
- 2001: 8mOD. 2 (magyar bajnoki ezüstérmes) Déli Szél, Fináczy György- Fináczy Péter - Toronyi András - Kállay István - Fináczy Pál
- 2002: 8mOD: 1 (magyar bajnok) Déli Szél, Fináczy György - Toronyi András - Lőrincz Norbert - Kállay István
- 2003: 8mOD: 3 (magyar bajnoki bronzérmes) Déli Szél, Fináczy György - Toronyi András - Kállay István - Fináczy Pál - Fináczy Réka
- 2004: 8mOD: 2 (magyar bajnoki ezüstérmes) Fináczy György - Toronyi András - Lőrincz Norbert - Kállay István
- 2005: Finn Grand Grand Master: 1
- 2008: Finn Grand Grand Master: 1
- 2009: 50-es cirkáló: 1 (magyar bajnok) Parti Szél, Fináczy György - Verebély Tibor - Kállay István - Toronyi András
- 2010: 50-es cirkáló: 2 (magyar bajnoki ezüstérmes) Parti Szél, Fináczy György - Verebély Tibor - Kállay István - Toronyi András
- 2011: 50-es cirkáló: 2 (magyar bajnoki ezüstérmes) Parti Szél, Fináczy György - Verebély Tibor - Kállay István - Toronyi András
- magyar Fair Play Életműdíj (2013)[4]
- 2013: Kék Szalag: 50-es cirkáló osztály: 1. helyezett. Parti Szél, Fináczy György - Kállay István - Toronyi András - Fináczy Gábor - Fináczy Balázs - Kertai György - Verebély Tibor
- 2014: Kék Szalag: 50-es cirkáló osztály: 2. helyezett. Parti Szél, Fináczy György - Kállay István - Toronyi András - Fináczy Gábor - Fináczy Balázs - Kertai György - Verebély Tibor
- 2015: Kék Szalag: 50-es cirkáló osztály: 2. helyezett. Parti Szél, Fináczy György - Kállay István - Fináczy Balázs - Kertai György - Verebély Tibor - Verebély Matyi

## Családja
Édesapja Dr. Fináczy Ernő, édesanyja szül. Deseő Mária ("Ádi néni"). A család 1900 körül házat építtetett Szemesen, és így minden szabadidő a Balatonnál telt. Fináczy György születésekor a család egy "Kócsag" nevű 25-ös yolléval vitorlázott, amely szerencsésen túlélte a II. világháborút, és sikerült garázdálkodó orosz katonák rablási kísérlete elől is megmenekíteni.[forrás?] A család Budapesten, a Gellért hegyen lakott, ott élték túl az ostromot egy kertjükben ásott óvóhelyen a Somlói úton.[forrás?] Mivel az óvóhely túl kicsi volt, az ételt a házban tartották, és komoly veszélyt jelentett az étel behozása.[forrás?] Egy ilyen alkalommal egy orosz repülő rálőtt Ádi nénire.[forrás?] A házat a németek lövőállásnak használták, a tetőt megbontották, és ott harci cselekmények zajlottak.[forrás?]
Fináczy György testvérei Fináczy László és Fináczy Péter Pál, szintén magyar bajnok vitorlázók.
Felesége Nagy Katalin, gyermekei Fináczy Péter (született: 1968) és Fináczy Gábor (született 1970). Hat unokája születési sorrendben: Fináczy Balázs (2002), Fináczy Panna (2004), Fináczy Márk (2006), Fináczy Péter (2008), Fináczy Gréta (2009), Fináczy Mária Terézia (2017) és Fináczy Nóra(2019). Fia, Fináczy Péter, többszörös magyar bajnok vitorlázó.
Fináczy Györgynek apai ágon rokona Fináczy Ernő, a neves pedagógus, aki nagyapja Fináczy Béla bátyja volt.
A Fináczy család az olaszországi Bergamo-ból ered. Bergamoban ma is sok Finazzi nevű család található. A család ezen ága 1600 környékén költözött Pozsonyba, majd az 1800-as évek elején Budára. Nevüket az 1700-as években változtatták "Finazzi"-ról "Fináczy"-ra. A család Pozsonyban német anyanyelvű volt, csak Budán kezdtek magyarul beszélni. 1905-ben, Fináczy Gyula (Fináczy György dédapja) nyugdíjba vonulásakor a család nemességet kapott, és felvette a "felsővisói" előnevet.